# 150 (tal)

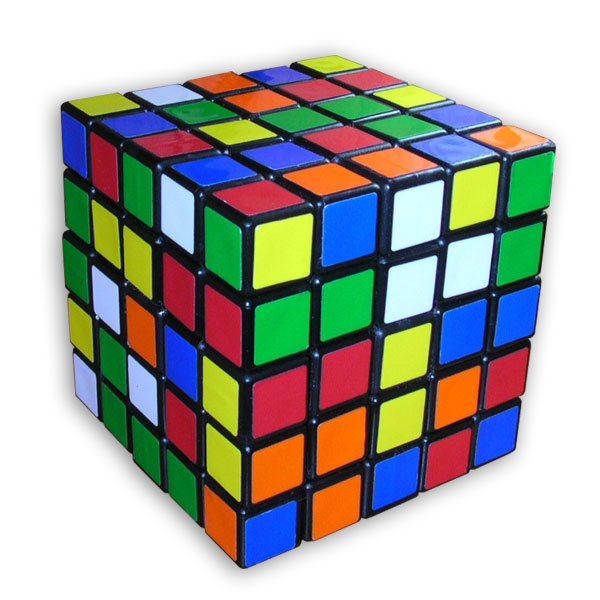
Rubiks Professor har 150 rutor.

150 är det naturliga talet som följer 149 och som följs av 151.

## Inom vetenskapen
- 150 Nuwa, en asteroid

## Inom matematiken
- 150 är ett jämnt tal.
- 150 är ett ymnigt tal.
- 150 är ett praktiskt tal.
- 150 är ett palindromtal i det kvarternära talsystemet.